# Ралф Ъндъруейджър
Ралф Ъндъруейджър (на английски: Ralph Underwager) е американски църковен деятел и психолог, станал известен като свидетел към защитата на възрастни, обвинени в детско сексуално насилие през 80-те и 90-те години на миналия век. До смъртта си през 2003 г., той е директор на Института за психологическа терапия, който основава през 1974 г. Той е и основател на Жертви на Закона за детско насилие (VOCAL) – лоби група, която представлява интересите на родители, чиито деца са отнети от грижите им от социалните служби, следствие твърдение за злоупотреба. Съосновател е и на Фондация Синдром на фалшивата памет. Обвинен е, че подкрепя педофилията поради противоречиви изявления, които прави, включително тези в интервю за Пайдика (педофилско списание).

## Биография и дейност
Ралф Ъндъруейджър е роден на 28 юли 1929 г. в Елджин, Илинойс, САЩ. Умира на 29 ноември 2003 г. в Нортфийлд, Минесота, САЩ. 

### Обучение
Получава магистърска степен от Семинарията Конкордия в Сейнт Луис и докторска степен от Университета в Минесота. Бил е пастор в лутерански църкви в Айова и Минесота.

### Основател на Жертви на Закона за детско насилие (VOCAL)
Първото явяване в съда като свидетел на защитата на Ъндъруейджър е за случая на двама от обвинените през 1984 г. в Джордан, Минесота – един от най-ранните опити за повдигане на обвинение за организирано сексуално детско насилие в САЩ. От свидетелската скамейка твърди, че показанията на децата за насилие са резултат от промиване на мозъка от социалните служби, използващи комунистически, мисло-преобразуващи техники. Обвинената двойка е оправдана и те се присъединяват към Ъндъруейджър, за да сформират лобистката група за хора, обвинени от социалните служби в насилие срещу деца. The accused couple were acquitted, and they joined with Underwager to form VOCAL, a lobby group for people who had been accused of child abuse by social services.
В рамките на година от учредяването си организацията VOCAL наброява 3000 члена из 100 клона в Америка. Те провеждат демонстрации пред болници, съдилища и учреждения на социалните служби, които характеризирали като „гестапо“, „фанатици“, „шарлатани“, които преместват децата единствено въз основа на „слухове“. През 80-те и 90-те години на миналия век, организацията направила няколко опита да се легализира ограничаването на правомощията на службите за закрила на деца. В национален мащаб, кампанията била за повдигане на доказателствената тежест по стандарт на наказателни дела. Във Флорида, те лобират за ограничаване на задължителното изискване за докладване. Също така, критикуват програмите за превенция на детско насилие, твърдейки че те създават сексуално осъзнати деца, които могат да интерпретират грешно невинно докосване от възрастен.

### Кариера като свидетел на защитата в съда
Ъндъруейджър е многократно предпочитан като експерт по защитата на хора, обвинени в детско сексуално насилие. До края на 1980 г., се явява в съда от името на интересите на подсъдимите в случаи на детско сексуално насилие повече от 200 пъти в САЩ, Канада, Австралия, Нова Зеландия и Великобритания. В съда и пред медиите, той твърди, че 60 % от жените, преживели сексуално насилие в детството, съобщават, че опитът бил добър за тях, характеризира разследванията за детска защита като нищо по-малко от „обида за семейството като институция“, както и че 75% от майките, които претендират за сексуално насилие в съдебен спор за попечителство, страдат от „тежко личностно разстройство“, което ги подтиква да фабрикуват неверни твърдения. Отбелязва че съдебния разпит на деца неминуемо води детето да споделя сатанистко ритуално издевателство, поради „въображаемия детски свят, който е изпълнен с хаос, убийства, канибализъм и кръв“. Твърди още, че всички разпити в съда провокират този садистичен въображаем свят, създавайки „психотични“ и сексуално ориентирани деца, които били „руини за цял живот“.
Психологът Ана Солтър оспорва твърденията на него и съпругата му Холида Уейкфийлд, посочени по-горе, като демонстриращи „системна грешна интерпретация“ на уважавани изследвания и казва, че често те твърдят противоположното на тези източници. Ъндъруейджър по-късно подава няколко неуспешни иска срещу нея, която настоява, че това е в отговор на критиката ѝ към показанията му в съда и за обвиненията, че той лъже, за да помогне на блудстващи с малолетни да избегнат наказание. Солтър обвинява Ъндъруейджър и в други заплашителни действия.

### Спорно интервю
Ъндъруейджър е принуден да подаде оставка от борда на съветниците към Фондация Синдром на фалшивата памет и прекрати кариерата си като свидетел поради статия, появила се в „Продължаваме напред: Новинарски журнал за възрастни оцелели след сексуално насилие в детството и техни поддръжници“ серия извадки от интервю, в което той и Холида Уейкфийлд – съпругата му и също член на борда към фондацията, дали за недостоверно, про-педофилско, псевдоакадемично издание – Падлика: Журнал за педофилия. Във въпросното интервю Ъндъруейджър е попитан: „Изборът на педофилията за индивида, отговорен избор ли е?“, при което той отговорил:
"Естествено, че е отговорен избор. Това, от което съм поразен, откакто зная и разбирам повече хората, избрали педофилията е, че те се оставят да бъдат твърде много определени от други хора. Обикновено това е в основата си негативна дефиниция. Педофилите изразходват гоялма част от времето и енергията си, защитавайки техния избор. Не мисля, че е нужно да го правят. Педофилите могат дръзко и смело да потвърдят, каквото са избрали. Могат да кажат, че искат да намерят най-добрия начин да обичат. Аз също съм теолог и като такъв, вярвам че е по божията воля да има близост и интимност, единство на плътта, между хората. Педофилът може да заяви: „Тази близост е възможна за мен, въз основа на избора, който направих.“ Педофилите са твърде отбранителни. Те прокламират: „Вие, хора, казвате, че каквото съм избрал е лошо, че не е добро. Слагате ме в затвора, правите всички онези ужасни неща с мен. И трябва да определя любовта си по един или друг начин като забранена.“ Какво мисля, че трябва да направят като изявление педофилите е, че преследването на интимност и любов е каквото са избрали. И дръзко могат да кажат: „Вярвам че това е всъщност част от божията воля.“ Те имат правото да направят това изявление за себе си като личен избор. Дали могат или не могат да убедят някого в правотата си е друг въпрос."
Твърди се, че коментарите на Ралф Ъндъруейджър и Холида Уейкфийлд са в контекст на тяхното виждане, че най-добрата програма за превенция на сексуално насилени деца е онази, съсредоточена върху спирането на действията на насилниците. Ъндъруейджър по-късно казва, че „радикалните феминистки, които са самозвани експерти по сексуално насилие“ взели интервюто извън контекст и разбрали погрешно неговите отговори и припомня многократни негови предни изказвания, в които подчертава вярата си, че: „сексуалния контакт между възрастен и дете е неприемлив, и никога не може да бъде положителен“. Ъндъруейджър и Уейкфийлд специално подчертават, че сексуалния контакт между възрастен и дете е винаги вреден и нараняващ в книгата си от 1994 „Завръщането на фуриите“.